# Wstyd (serial telewizyjny)
Wstyd (szw. Skam; ang. Shame) – norweski serial młodzieżowy, stworzony przez Julie Andem, emitowany przez NRK. Pierwszy pełny odcinek serialu wyemitowano 25 września 2015 roku.
Czwarty sezon serialu wyemitowano wiosną 2017 roku, a ostatni odcinek serii pojawił się 24 czerwca 2017.

## Fabuła
Każdy z czterech sezonów, skupia się na życiowych perypetiach Evy, Noory, Isaka i Sany oraz innych norweskich licealistów z Hartvig Nissen skole w Oslo. Serial porusza problemy i przedstawia sytuacje, z którymi młodzi Norwedzy stykają się w życiu codziennym, od russetiden, w młodzieżowym żargonie oznaczającym okres imprez i luzu tuż przed ukończeniem szkoły średniej, przez problemy emocjonalne, po poważne kwestie, takie jak akceptacja w społeczeństwie czy tolerancja.

## Obsada

### Główne postacie
- Lisa Teige jako Eva Kviig Mohn
- Josefine Frida Pettersen jako Noora Amalie Sætre
- Tarjei Sandvik Moe jako Isak Valtersen
- Iman Meskini jako Sana Bakkoush

### Postacie drugoplanowe
- Marlon Valdés Langeland jako Jonas Noah Vasquez
- Ulrikke Falch jako Vilde Lien Hellerud
- Ina Svenningdal jako Christina „Chris” Berg
- Thomas Hayes jako William Magnusson
- Henrik Holm jako Even Bech Næsheim
- David Stakston jako Magnus Fossbakken
- Sacha Kleber Nyiligira jako Mahdi Disi
- Cengiz Al jako Yousef Acar

### Gościnnie wystąpili
- Uczniowie gimnazjum Hartvig Nissen skole

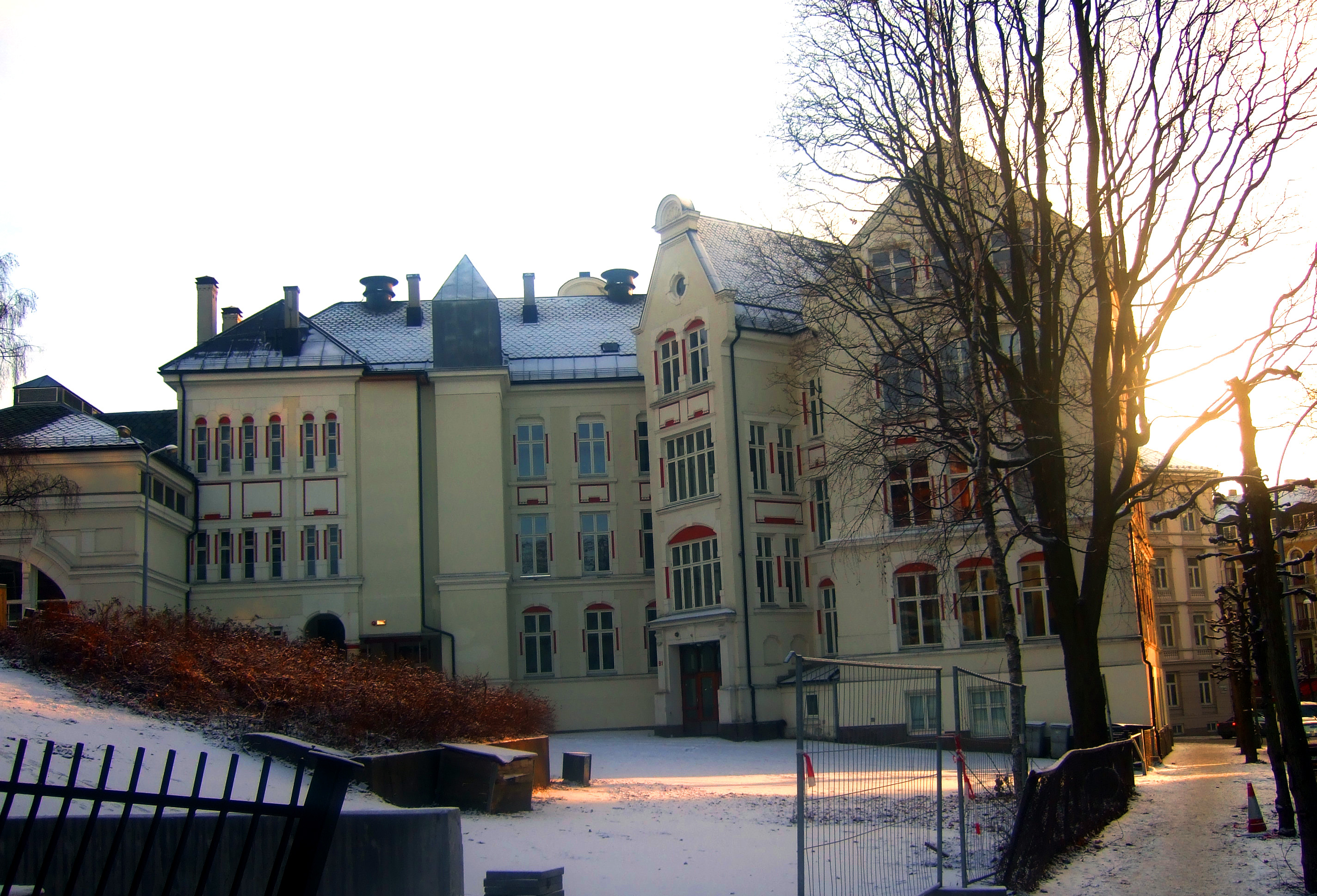
Hartvig Nissens skole w Oslo

- Astrid Smeplass
- Marius Borg Høiby[5]

## Przegląd sezonów
| Sezon | Sezon | Odcinki | Główna postać      | Emisja oryginalna NRK | Emisja oryginalna NRK |
| Sezon | Sezon | Odcinki | Główna postać      | Premiera              | Finał                 |
| ----- | ----- | ------- | ------------------ | --------------------- | --------------------- |
|       | 1     | 11      | Eva Kviig Mohn     | 25 września 2015      | 11 grudnia 2015       |
|       | 2     | 12      | Noora Amalie Sætre | 4 marca 2016          | 3 czerwca 2016        |
|       | 3     | 10      | Isak Valtersen     | 7 października 2016   | 16 grudnia 2016       |
|       | 4     | 10      | Sana Bakkoush      | 14 kwietnia 2017      | 24 czerwca 2017       |

## Lista odcinków

### Sezon 1 (2015)
Sezon składa się z 11 odcinków, a akcja rozpoczyna się późnym latem 2015. Poznajemy w nim główną bohaterkę Evę (Lisa Teige) i jej przyjaciół: Noorę (Josefine Frida Pettersen), Vilde (Ulrikke Falch), Sanę (Iman Meskini), Chrisę (Ina Svenningdal) i innych. Duża część tej serii opowiada o burzliwym związku Evy z chłopakiem Jonasem.
| Nr | #  | Tytuł                                        | Reżyseria   | Scenariusz  | Długość | Premiera (NRK)       |
| -- | -- | -------------------------------------------- | ----------- | ----------- | ------- | -------------------- |
| 1  | 1  | Du ser ut som en slut                        | Julie Andem | Julie Andem | 20 min  | 25 września 2015     |
| 2  | 2  | Jonas, dette er helt dust                    | Julie Andem | Julie Andem | 17 min  | 2 października 2015  |
| 3  | 3  | Vi er de største loserne på skolen           | Julie Andem | Julie Andem | 17 min  | 9 października 2015  |
| 4  | 4  | Go for it din lille slut                     | Julie Andem | Julie Andem | 15 min  | 16 października 2015 |
| 5  | 5  | Hva er det som gjør deg kåt?                 | Julie Andem | Julie Andem | 19 min  | 23 października 2015 |
| 6  | 6  | Man vet når gutter lyver                     | Julie Andem | Julie Andem | 23 min  | 30 października 2015 |
| 7  | 7  | Tenker alltid det er meg det er noe gale med | Julie Andem | Julie Andem | 20 min  | 13 listopada 2015    |
| 8  | 8  | Hele skolen hater meg                        | Julie Andem | Julie Andem | 24 min  | 20 listopada 2015    |
| 9  | 9  | Man er det man gjør                          | Julie Andem | Julie Andem | 21 min  | 27 listopada 2015    |
| 10 | 10 | Jeg tenker du har blitt helt psyko           | Julie Andem | Julie Andem | 21 min  | 4 grudnia 2015       |
| 11 | 11 | Et jævlig dumt valg                          | Julie Andem | Julie Andem | 35 min  | 11 grudnia 2015      |

### Sezon 2 (2016)
Druga seria składa się z 12 odcinków, główną bohaterką tej części jest Noora Sætre (Josefine Frida Pettersen). Dowiemy się w niej o życiu bohaterki w semestrze letnim w szkole Hartvig Nissen, a zwłaszcza o jej relacji z chłopakiem z trzeciej klasy – Williamem (Thomas Hayes).
| Nr | #  | Tytuł                                      | Reżyseria   | Scenariusz  | Długość | Premiera (NRK)   |
| -- | -- | ------------------------------------------ | ----------- | ----------- | ------- | ---------------- |
| 12 | 1  | Om du bare hadde holdt det du lovet        | Julie Andem | Julie Andem | 26 min  | 4 marca 2016     |
| 13 | 2  | Du lyver til en venninne og skylder på meg | Julie Andem | Julie Andem | 26 min  | 11 marca 2016    |
| 14 | 3  | Er det noe du skjuler for oss?             | Julie Andem | Julie Andem | 36 min  | 18 marca 2016    |
| 15 | 4  | Jeg visste det var noe rart med henne      | Julie Andem | Julie Andem | 29 min  | 25 marca 2016    |
| 16 | 5  | Jeg er i hvert fall ikke sjalu             | Julie Andem | Julie Andem | 32 min  | 1 kwietnia 2016  |
| 17 | 6  | Jeg vil ikke bli beskytta                  | Julie Andem | Julie Andem | 24 min  | 22 kwietnia 2016 |
| 18 | 7  | Noora, du trenger pikk                     | Julie Andem | Julie Andem | 24 min  | 29 kwietnia 2016 |
| 19 | 8  | Du tenker bare på William                  | Julie Andem | Julie Andem | 41 min  | 6 maja 2016      |
| 20 | 9  | Jeg savner deg så jævlig                   | Julie Andem | Julie Andem | 22 min  | 13 maja 2016     |
| 21 | 10 | Jeg skal forklare alt                      | Julie Andem | Julie Andem | 49 min  | 20 maja 2016     |
| 22 | 11 | Husker du seriøst ingenting?               | Julie Andem | Julie Andem | 30 min  | 27 maja 2016     |
| 23 | 12 | Vil du flytte sammen med meg?              | Julie Andem | Julie Andem | 50 min  | 3 czerwca 2016   |

### Sezon 3 (2016)
Seria trzecia zawiera 10 odcinków. Motyw przewodni sezonu przedstawia sprawy związane z Isakiem Valtersen (Tarjei Sandvik Moe) – i jego zauroczeniem – o dwa lata starszym kolegą Evenem (Henrik Holm). 
| Nr | #  | Tytuł                                                           | Reżyseria   | Scenariusz  | Długość | Premiera (NRK)       |
| -- | -- | --------------------------------------------------------------- | ----------- | ----------- | ------- | -------------------- |
| 24 | 1  | Lykke til, Isak                                                 | Julie Andem | Julie Andem | 27 min  | 7 października 2016  |
| 25 | 2  | Du er over 18, sant?                                            | Julie Andem | Julie Andem | 26 min  | 14 października 2016 |
| 26 | 3  | Nå bånder dere i overkant mye Hun er på                         | Julie Andem | Julie Andem | 22 min  | 21 października 2016 |
| 27 | 4  | Keen på å bade Da vorser vi sammen?                             | Julie Andem | Julie Andem | 20 min  | 28 października 2016 |
| 28 | 5  | Samme tid et helt annet sted Kan jeg bli her med deg for altid? | Julie Andem | Julie Andem | 30 min  | 4 listopada 2016     |
| 29 | 6  | Escobar season Kan du ikke bare si det?                         | Julie Andem | Julie Andem | 19 min  | 18 listopada 2016    |
| 30 | 7  | Er du homo?                                                     | Julie Andem | Julie Andem | 23 min  | 25 listopada 2016    |
| 31 | 8  | Mannen i mitt liv Drit i å ringe Isak                           | Julie Andem | Julie Andem | 30 min  | 2 grudnia 2016       |
| 32 | 9  | Det går over Velkommen til mobilsvar                            | Julie Andem | Julie Andem | 18 min  | 9 grudnia 2016       |
| 33 | 10 | Minutt for minutt Jeg så deg første skoledag                    | Julie Andem | Julie Andem | 33 min  | 16 grudnia 2016      |

### Sezon 4 (2017)
Seria składa się z 10 odcinków, a główną bohaterką jest muzułmanka Sana Bakkoush.
| Nr | #  | Tytuł                         | Reżyseria   | Scenariusz  | Długość | Premiera (NRK)   |
| -- | -- | ----------------------------- | ----------- | ----------- | ------- | ---------------- |
| 34 | 1  | Du hater å henge med oss      | Julie Andem | Julie Andem | 25 min  | 14 kwietnia 2017 |
| 35 | 2  | Jeg er gutt, jeg får ikke hat | Julie Andem | Julie Andem | 18 min  | 21 kwietnia 2017 |
| 36 | 3  | Hva mener du om drikking?     | Julie Andem | Julie Andem | 28 min  | 28 kwietnia 2017 |
| 37 | 4  | Allah hadde digget deg        | Julie Andem | Julie Andem | 30 min  | 5 maja 2017      |
| 38 | 5  | Hvis du er trist er jeg trist | Julie Andem | Julie Andem | 27 min  | 12 maja 2017     |
| 39 | 6  | Har du en dårlig dag?         | Julie Andem | Julie Andem | 30 min  | 26 maja 2017     |
| 40 | 7  | Vi må stå sammen              | Julie Andem | Julie Andem | 36 min  | 2 czerwca 2017   |
| 41 | 8  | De største loserne på skolen  | Julie Andem | Julie Andem | 35 min  | 9 czerwca 2017   |
| 42 | 9  | Livet smiler                  | Julie Andem | Julie Andem | 48 min  | 16 czerwca 2017  |
| 43 | 10 | Takk for alt                  | Julie Andem | Julie Andem | 59 min  | 24 czerwca 2017  |

## Odbiór
Średnia oglądalność pierwszego odcinka pierwszego sezonu serialu w Norwegii szacowana była na 192 tysięcy odbiorców zarówno w Internecie, jak i w telewizji. Był jednym z najchętniej oglądanych pojedynczych epizodów w historii telewizji NRK (Web TV). Serial otrzymał dobre oceny krytyków norweskich i zdobył uznanie za poruszenie ważnych problemów społecznych, takich jak nadużywanie alkoholu i narkotyków, gwałt i przemoc, nastoletnia ciąża, homofobia czy islamofobia w pouczający i innowacyjny sposób. Począwszy od trzeciego sezonu, serial zwrócił również uwagę odbiorców z zagranicy.
Serial został pokazany również na targach produkcji i dystrybucji treści telewizyjnych na MIPCOM w Cannes. Podczas tego wydarzenia organizowanego w październiku spotykają się m.in. twórcy programów, które sprawdzają się przede wszystkim zarówno w tradycyjnej, jak i nielinearnej przestrzeni. Marianne Furevold-Boland z publicznej NRK podkreśliła, że dzięki temu zabiegowi serial tylko dla nastolatków przyciągnął w sieci znacznie więcej widzów niż liczy ta grupa wiekowa w Norwegii.
Twórcy prostego serialu dla młodzieży zadbali o wszystkie detale, od dialogów po obsadę aktorską, która według krytyków jest fenomenalna. Rozmowy pomiędzy bohaterami nie są wymuszone czy sztuczne, ale wiarygodne z interesującą narracją, do całości sukcesu przyczyniła się również muzyka. Norweskie media podkreślają, że jeszcze nigdy w historii telewizji norweskiej w taki sposób nie pokazano zauroczenia między chłopakami. Ważną postacią serialu, która zwróciła szczególną uwagę, jest Isak grany przez Tarjei Sandvik Moe.
Serial otrzymał dobrą ocenę i pochwały za poruszanie ważnych kwestii społecznych, takich jak wykorzystywanie seksualne oraz radzenie sobie z reakcjami otoczenia w rozmowach o homoseksualizmie. Martina Lunder Brenne z Verdens Gang opisała Skam w listopadzie 2016 jako „najfajniejszy serial Norwegii” głównie z powodu sytuacji omawianych w trzecim sezonie. Kristoffer Hegnsvad z duńskiej Politiken posunął się nawet do nazwania programu jako „najlepszego serialu dla młodzieży w świecie”, który najlepiej przedstawia tę grupę nastoletnich odbiorców, przy czym jest jednocześnie uniwersalny i odpowiedni dla wszystkich grup wiekowych. Znaleźć w nim można stereotypowe połączenie romansu i intryg, które będą prezentowane zarówno z przymrużeniem oka, jak i z pewną dozą powagi.
26 listopada 2017 podczas Warsaw Comic Con aktor Henrik Holm spotkał się z fanami podczas panelu dyskusyjnego oraz udzielił wywiadu dla Polskiego Radia. 

## Nagrody i wyróżnienia
Skam został okrzyknięty najlepszym serialem telewizyjnym w 2015 przez NATT&DAG. Serial zdobył też pięć nagród przyznawanych przez Gullruten 2016: za najlepszy serial TV, najlepsza nowa seria programów i tegoroczna innowacja, nagroda za najlepszy montaż serialu telewizyjnego (Ida Vennerød Kolstø) oraz innowacji (Julie Andem i Mari Magnus). 

## Adaptacje
| Kraj              | Tytuł       | Lata produkcji | Stacja telewizyjna                 |
| ----------------- | ----------- | -------------- | ---------------------------------- |
| Francja           | Skam France | 2017–2023      | France.tv Slash France 4           |
| Belgia            | Skam France | 2017–2023      | RTBF Auvio La Trois                |
| Niemcy            | Druck       | 2017–2022      | Funk ZDFneo                        |
| Włochy            | Skam Italia | 2018–2024      | TIMvision Netflix                  |
| Stany Zjednoczone | Skam Austin | 2018–2019      | Facebook Watch                     |
| Hiszpania         | Skam España | 2017–2023      | Movistar+                          |
| Holandia          | Skam NL     | 2018–2019      | NPO 3                              |
| Belgia            | WtFock      | 2018–2024      | VIER VIJF Play More Streamz GoPlay |
| Chorwacja         | Sram        | od 2024        | HRT 1                              |